# Онищенко Денис Анатолійович
Дени́с Анато́лійович Они́щенко (нар. 15 вересня 1978, м. Полтава, УРСР) — колишній український футболіст, півзахисник. Найбільш відомий за виступами у складі київського «Динамо», тель-авівського «Хапоеля» та полтавської «Ворскли». Залучався до лав збірної України. Після завершення кар'єри став доволі відомим футбольним агентом.

## Клубна кар'єра
Денис Онищенко народився у Полтаві, де й почав робити перші кроки у футбольний світ. У віці 14 років переїхав до училища олімпійського резерву у Дніпропетровську, після закінчення якого опинився у фарм-клубі «Дніпра» — новомосковському «Металурзі».
Водночас Дениса активно залучали до ігор за різноманітні юнацькі збірні України, де він і привернув до себе увагу селекціонерів «Динамо». У системі київського клубу провів майже 3 роки, виступаючи здебільшого за резервні команди. У основному складі «Динамо» дебютував 13 червня 1999 року у матчі проти СК «Миколаїв», вийшовши на заміну на останні 25 хвилин матчу.
У 1999 році Денис перейшов до складу дніпропетровського «Дніпра», проте провів у новому клубі лише 3 місяці, залишивши розташування команди після зміни тренера. Онищенко повернувся до Києва, де дограв першу половину сезону у складі резервістів «Динамо».
2000 року Денис Онищенко вперше скуштував легіонерського хліба, опинившись в ізраїльському клубі «Хапоель» (Тель-Авів). У складі нової команди український півзахисник протягом трьох років зібрав майже повний комплект футбольних нагород цієї країни — медалі різного ґатунку, Кубок країни. Проте найвищим досягненням Дениса та його партнерів стала участь у чвертьфіналі Кубка УЄФА.
Відчуваючи у собі сили вийти на новий рівень, Онищенко вирішив повернутися до київського «Динамо» та підписав з клубом 5-річний контракт. Однак постійного місця в основному складі Денис так і не отримав, хоча періодами показував доволі непоганий футбол. До того ж постійно дошкуляли травми, що не дозволяли футболісту врешті-решт вийти на стабільно-високий рівень. Одна з них залишила півзахисника поза футболом майже на рік, остаточно зруйнувавши надії закріпитися в основі.
У 2005 році Онищенко перейшов до полтавської «Ворскли», де його розглядали як ключового гравця команди (навіть довірили капітанську пов'язку), проте впоратися з цією роллю йому було не під силу. Денис демонстрував змістовну гру, однак цього було замало для того, щоб вести за собою усю команду і, за обопільною домовленістю з керівництвом полтавців, Онищенка було виставлено на трансфер.
Наступним клубом у послужному списку футболіста стала російська «Том», де він також не затримався через введення у Росії жорсткого ліміту на легіонерів та повернувся до України. Завершував кар'єру гравця Онищенко, дограючи у луганській «Зорі» та маріупольському «Іллічівці».
Після завершення активних виступів став доволі відомим футбольним агентом, займаючись у складі компанії «One» Football Agency справами багатьох провідних українських футболістів, серед яких можна виокремити Олега Гусєва, Євгена Селіна, Антона Каніболоцького та інші.

## Виступи у збірній
У збірній України Денис дебютував, бувши гравцем тель-авівського «Хапоеля», 27 березня 2002 року, вийшовши на 63-й хвилині замість Сергія Реброва у матчі зі збірною Румунії. Загалом Онищенко провів у складі головної команди країни 3 поєдинки, щоразу виходячи на заміну у середині другого тайму.
| 01. | 27.03.2002 | Румунія | «Фарул», Констанца   | Румунія — Україна | 4-1 | Товариський матч |  |  |  |
| 02. | 02.04.2003 | Україна | «Динамо», Київ       | Україна — Латвія  | 1-0 | Товариський матч |  |  |  |
| 03. | 18.02.2004 | Лівія   | «11 червня», Триполі | Лівія — Україна   | 1-1 | Товариський матч |  |  |  |

## Досягнення
Динамо-2 (Київ)
- Чемпіон першої ліги України (1): 1998/99
- Срібний призер першої ліги України (2): 1996/97, 1997/98

 Хапоель (Тель-Авів)
- Чемпіон Ізраїлю (1): 1999/2000
- Срібний призер чемпіонату Ізраїлю (2): 2000/01, 2001/02
- Бронзовий призер чемпіонату Ізраїлю (1): 2002/03
- Володар Кубка Ізраїлю (1): 1999/2000
- Чвертьфіналіст Кубка УЄФА (1): 2001/02

 Динамо (Київ)
- Чемпіон України (1): 2003/04

## Сім'я
Одружений. Разом з дружиною Катериною мають сина та доньку.